# San Juan Tepezontes
San Juan Tepezontes es un distrito del municipio de La Paz Centro perteneciente al departamento La Paz, El Salvador. Recibió el Título de Villa el 19 de noviembre de 1945.

## Topónimo
Significa literalmente en  toponimia náhuat Lugar de Serranias o Cuatrocientos cerros o muchos cerros, ya que está constituida de las raíces tepe, tepec, cerro, montaña, localidad; y tzunt, tzonte (aféresis de centzunt), cuatrocientos, muchos, pluralidad.

## Historia
San Juan Tepezontes, es un pueblo de origen precolombino, se tiene información del mismo desde 1548.
El alcalde mayor de San Salvador, el general Manuel Gálvez Corral, hizo en 1740 la siguiente descripción geográfica: 
“El pueblo de San Juan Tepezontes, por el rumbo del Oriente dista de la capital, San Salvador, nueve leguas, tiene treinta ocho indios y por frutos, maíz, gallinas, cera y caña; está situado sobre un cerro que se encuentra en la orilla de una laguna llamada Xilopango, goza de temperatura fresca”.
En 1970, según monseñor Dr. Pedro Cortés y Larrez, los pueblos de San Juan Tepezontes y San Miguel Tepezontes eran anexos de la parroquia de San Pedro Masahuat, y según los patronos de población presentados por el cura Párroco Pdro. Ignacio Letona: “en el pueblo de San Juan Tepezontes, hay familias… 54…. Con 260 personas- . El idioma que entienden estos indios es Nahuatle, pero por lo común todos entienden y hablan el castellano, aunque las mujeres están un poco expeditas en éste”.
En 1876 el pueblo fue anexado al distrito de Olocuilta en la intendencia de San Salvador.
En 1807, don Antonio Gutiérrez y Ulloa hizo la siguiente descripción de la comunidad: 
“San Juan Tepezontes, pueblos de indios del Partido de Olocuilta, situado a 6 leguas de él, al S. NE…, fuera del camino real sin otra industria que el cultivo del añil y una corta crianza de ganado.” 
Su toponimia Nahuatl, según el ilustre mitrado guatemalteco monseñor Cortés y Larraz, significa: “Veinte veinte de cerros”, o sea, “cuatrocientos cerros”; él lo descompone en la raíz: TEPEC-cerro y ZONTES, de Censontli-Cuatrocientos.
Con relación al significado, el Dr. Santiago I. Barbena, en su “Monografías departamentales, Departamento de la Paz”, (1909), expresa: 
“Tepezontes, corruptela de Tepetzontu, cerro de Tepezontli” alude a la abundancia de esta clase de piedra de origen puramente volcánico denominado y plegamiento limitado por faldas escalonadas y concéntricas que se a abismado en una gigantesca masa de rocas pumiticas o piedra pómez, llamadas en yaqui o pipil: Tepezuntli, y en Azteca o mexicano: Tezontli; pero en el idioma de los pueblos Nahuatl, «Cerro de piedras pómez», se dice respectivamente Tezuntepec y tezontepetl.
San Juan Tepezontes, pertenece desde el 12 de junio de 1834 al Departamento de San Salvador, hasta el 22 de mayo de 1835; desde esta última fecha, hasta el 9 de marzo de 1836, formó parte del Departamento de Cuscatlán, después hasta el 19 de marzo de 1839, perteneció al distrito Federal Centroamericano.
Desde el 19 de marzo de 1839, hasta el 5 de abril de 1842, fue municipio del Departamento de La Paz, después hasta 1845 paso nuevamente a formas parte del departamento de San Salvador, luego fue segregada de este para pasar a formas parte del departamento de La Paz. El 7 de abril de 1842, fue segregado del Distrito de Olocuilta e incorporado al Distrito de San Pedro Masahuat. 
El año de 1869, la honorable Asamblea Legislativa emite el Decreto por medio del cual se le extendía el título Ejidal. El 19 de noviembre de 1945, la Asamblea Legislativa de este entonces otorga el título de Villa, gracias a las gestiones de Don José Antonio Palacios, alcalde municipal de este entonces.
Desde tiempos inmemorables, los sanjuaneños veneran a San Juan Evangelista como su patrón, celebrando sus fiestas desde el 23 hasta el 27 de diciembre de cada año.
El municipio cuenta con alcaldía Municipal, iglesia para culto católico e iglesia Bautista, juzgado de Paz, Servicio de energía eléctrica, Unidad de salud, Oficina postal, Telecomunicaciones, Casa Comunal, Escuela de párvulos, Centro Escolar “Manuela Minero de Mejía”, Agua potable, Instituto Nacional, Guardería. 
Sus vías de comunicación están compuestas por dos calles: una que comunica con San Miguel Tepezontes y San Antonio Masahuat, y la otra que comunica con el Departamento de Cuscatlán. Su clima es templado y muy saludable.

## Situación geográfica
San Juan Tepezontes, municipio perteneciente al departamento de La Paz, situado a 16.8 kilómetros al Nor-este de la ciudad de Zacatecoluca y a 32.0 kilómetros al Sur-este de la ciudad capital, San Salvador, comunicándose con estas por calle pavimentadas.
Su elevación es de 860 metros sobre el nivel del mar. Su posición geográfica se ubica entre las coordenadas centrales; 13º 36’ 56’ latitud Norte y 89º 00’ 34’ LWG. 
La villa se divide en los barrios: El Calvario, El Común, El Centro, Costa Rica y la Cruz. El área total del municipio está considerada en 17.92 kilómetros cuadrados, mientras que su perímetro mide 19.0 kilómetros.
Sus poblaciones vecinas son: San Miguel Tepezontes y San Antonio Masahuat. Cuenta con tres cantones: La Cruz, la Esperanza y Los Laureles, además cuatro caseríos: La Mora, La Quesadilla, Loma del Guaje, Caña Brava y San José Capulataste. 
Este municipio está delimitado, al Norte por el municipio de San Miguel Tepezontes; al Este, por el municipio de Santa María Ostuma, al Sur-Este, por el municipio de San Antonio Masahuat, Oeste y Nor-Oeste, por el municipio de San Miguel Tepezontes.
Las estribaciones de la cadena costera forman el cerro Piedra Grande y las Lomas: El Zapote, El Guaje, Michanco y La Mora.
El patrimonio de sus habitantes lo constituye el cultivo de: cafeto, caña de azúcar, granos básicos, frutas y hortalizas, además la crianza de ganado vacuno, bovino, equino, porcino, caprino y mular, y aves de corral.
En cuanto a las viviendas, un 95% están construidas con ladrillo, un 3% son antisísmicas y un 2% de lámina y madera.
Su población total es de 6,550 habitantes; en cuanto a su población relativa, ascendió a 365 habitantes por km². 
Por efectos de la guerra que vivió desde 1890 hasta 1992, El Salvador, los habitantes del municipio vivieron momentos de apremio dado que sus calles y alrededores fueron escenarios de fuertes combates entre las Fuerzas Armadas y columnas del Frente Farabundo Martí para la Liberación Nacional. Muchos moradores del lugar murieron a causa de dicha guerra: las oficinas de ANTEL fueron dinamitadas en dos ocasiones, y a los habitantes se les obligaba a pagar impuesto de guerra.
El combate que todo el pueblo recuerda hasta el momento fue el combate de la noche del 20 de mayo de 1987, cuando guerrilleras penetraron a este pueblo por diferentes rumbos, pero su objetivo era la comandancia local que se encontraba contiguo a la Alcaldía Municipal, atacándola y matando a mansalva el comandante local armado Chanico Aguirre de 37 años, a Samuel Ernesto López, de 16 años de edad, Joaquín Rosa Díaz de 36 años y Alfredo Vladimir Campo Candray de 17 años, fueron lugareños que ofrendaron su vida.

## Hidrografía
La hidrografía del distrito está constituida por los ríos: El Capulín, Chicomulingo, Chinuapa, Jiboa, Mucuapa, Tilapa, y El Salto; las quebradas: La Quebradona, Capulataste, Los Olotes, Michanco, Los Pajuiles, El Salto, Caguasuchillo y Palaguanco.
Jiboa. Nace fuera de este municipio y entra a formar parte de él a 4.2 kilómetros al este de la villa de San Juan Tepezontes. Corre con rumbo de norte a sur; sirve de límite entre este municipio y el de San Pedro Nonualco. Tiene como afluentes al río Chiñuapa y a las quebradas: El Salto, Los Copinoles, Capulataste y Quebradona. La longitud de su recorrido dentro del municipio es de 5.0 kilómetros.
Chicomulingo. Nace a 1.7 kilómetros al sur de la villa de san Juan Tepezontes. Corre con rumbo al norte a sur, sirve en un tramo de su trayecto como límite entre este municipio y el de San Antonio Masahuat; abandona esta jurisdicción en el lugar conocido como Poza del Pascum. La longitud de su recorrido dentro del municipio es de 4.5 kilómetros.
- Nacimientos y fuentes de agua importantes:

Existe  en el casco urbano el nacimiento de agua del común que abastece de agua a todo el municipio cuando no hay agua en la red municipal. El río nacimiento el Naranjo que se encuentra en el Barrio Costa Rica en el casco Urbano donde se abastase la población de la zona.
No existen pozos perforados ni otra forma de capacitación de agua lluvia. El río Jiboa limita al municipio al oriente.
- Relieve:

El municipio de San Juan Tepezontes describe en su mayoría pendientes que van del 15% al 30 % y en la zona aledaña al río Jibia, existe una pequeña parte con pendientes inferiores al 15% .
- Uso actual de los suelos:

Existe una diversidad de usos de los suelos, los que se describen en la siguiente tabla:
Clasificación agrícola:
Se encuentran tres tipos de suelos en el municipio los que son clase IV, clase VI y clase VII.
De acuerdo a las clases de suelo, estas tienen características que se describen a continuación:
Clase IV: Por sus condiciones de topografía y suelo, no permiten la remoción periódica y continuada del mismo, son recomendables para agricultura semi intensiva.
Clase VI: Por sus condiciones topográficas, climáticas y edáficas las hacen inaccesibles a la remoción periódica y continuada del suelo.
Clase VII: Tierras con características de suelo, topográficas, influencia de masas de agua contiguas y críticas, las hacen inadecuadas para su uso agropecuario.

## Flora
La vegetación está constituida por bosque húmedo subtropical. Las especies arbóreas más notables son: botoncillo, ojushte, volador, palo blanco, laurel, madre cacao, cedro, ceiba, conacaste, morro y Frutales, como lo puede ser el coco, naranja, mandarinda,etc.

## Fauna
Esta vegetación sirve de refugio a especies animales como: pezote, tacuazín, conejos, cusucos o armadillos, venados de cola blanca y una gran variedad de aves y reptiles como tortugas de río, pequeñas lagartijas, iguanas, garrobos, variedad de serpientes  e.t.c